# Алі Бератлигіл
Алі Бератлигіл (тур. Ali Beratlıgil, нар. 21 жовтня 1931, Ізміт — пом. 1 лютого 2016, Стамбул) — турецький футболіст, що грав на позиції захисника. По завершенні ігрової кар'єри — тренер.
Виступав, зокрема, за клуб «Галатасарай», а також національну збірну Туреччини, у складі якої був учасником чемпіонату світу 1954 року.

## Клубна кар'єра
У дорослому футболі дебютував 1951 року виступами за команду клубу «Галатасарай», в якій провів сім сезонів, взявши участь у 112 матчах чемпіонату. 
Згодом з 1958 по 1961 рік грав у складі команд клубів «Адалет» та «Істанбулспор».
Завершив професійну ігрову кар'єру у клубі «Ферікей», за команду якого виступав протягом 1962—1963 років.

## Виступи за збірну
1956 року дебютував в офіційних матчах у складі національної збірної Туреччини. Протягом кар'єри у національній команді, яка тривала усього 2 роки, провів у формі головної команди країни 5 матчів.
У складі збірної був учасником чемпіонату світу 1954 року у Швейцарії.

## Кар'єра тренера
Розпочав тренерську кар'єру, повернувшись до футболу після невеликої перерви, 1967 року, очоливши тренерський штаб клубу «Самсунспор».
В подальшому очолював команди клубів «Тарсус Ідман Юрду» та «Сариєр».
Останнім місцем тренерської роботи був клуб «Ферікей», головним тренером команди якого Алі Бератлигіл був з 1972 по 1973 рік.
Помер 1 лютого 2016 року на 85-му році життя у місті Стамбул.